# Psophodes olivaceus
La zordala crestada oriental (Psophodes olivaceus) es una especie de ave paseriforme de la familia Psophodidae nativa de la costa este de Australia, su llamada se parece al chasquido de un látigo. Se conocen dos subespecies. Es más fácil oír su canto que ver el ave, su plumaje es de color verde oliva oscuro y negro con una mancha blanca distintiva en la mejilla y la cresta. El macho y la hembra poseen plumajes de colores similares.

## Descripción
Es un ave delgada que mide 26–30 cm de largo y pesa 47 a 72  gramos, es de color verde oliva con cabeza y pecho negros. Posee uno pequeño copete negro con una mancha blanca en su garganta. Su abdomen es más pálido con una larga cola verde oliva oscuro con el extremo blanco. El iris es marrón y el pico es negro con patas negras. El macho es un poco más grande que la hembra. Los juveniles poseen un verde oliváceo más apagado y no tienen las franjas blancas en las mejillas y una garganta oscura.